# La Petite Chronique vénusienne
La Petite Chronique vénusienne est une série de bande dessinée créée en 1977 par Jean-Marie Brouyère et André Geerts dans le no 2036 du journal Spirou.